# Список самых высоких зданий Уругвая
Список самых высоких зданий Уругвая — перечень самых высоких зданий страны.

## Список
В этом списке приведены небоскрёбы Уругвая с высотой от 100 метров, основанные на стандартных измерениях высоты. Эта высота включает шпили и архитектурные детали, но не включает антенны радиовышек и башен. В столбце «Год» означает год, в котором здание было завершено.
| Здание                                                 | Фото | Город           | Высота м | Этажность | Год постройки | Примечания |
| ------------------------------------------------------ | ---- | --------------- | -------- | --------- | ------------- | ---------- |
| Башня ANTEL                                            |      | Монтевидео      | 158      | 35        | 2002          |            |
| World Trade Center Montevideo Torre IV                 |      | Монтевидео      | 140      | 42        | 2013          |            |
| World Trade Center Montevideo Torre III                |      | Монтевидео      | 125      | 20        |               |            |
| World Trade Center Montevideo Torre I                  |      | Монтевидео      | 122      | 23        | 2001          |            |
| World Trade Center Montevideo Torre II                 |      | Монтевидео      | 122      | 23        | 2002          |            |
| Radisson Montevideo Victoria Plaza Hotel (Torre Norte) |      | Монтевидео      | 115      | 25        | 1996          |            |
| Look Brava                                             |      | Пунта-дель-Эсте | 110      | 30        | 2015          |            |
| Torres Nuevo Centro 1                                  |      | Монтевидео      | 110      | 27        | 2015          |            |
| Torres Nuevo Centro 2                                  |      | Монтевидео      | 110      | 27        | 2015          |            |
| World Trade Center Free Zone                           |      | Монтевидео      | 105      | 24        | 2010          |            |